# Anopheles argyritarsis
Anopheles argyritarsis este o specie de țânțari din genul Anopheles, descrisă de Robineau-desvoidy în anul 1827. Conform Catalogue of Life specia Anopheles argyritarsis nu are subspecii cunoscute.